# Torneo de las Seis Naciones 2004
EL Torneo de las Seis Naciones 2004 fue el quinto de la serie de torneos del Seis Naciones desde la inclusión de Italia en el año 2000. 

## Competidores
Los equipos de esta competencia y sus sedes son:
- Escocia: Murrayfield, Edimburgo
- Francia: Stade de France, Saint-Denis
- Gales: Millennium Stadium, Cardiff
- Inglaterra: Twickenham, Londres
- Irlanda: Lansdowne Carretera, Dublín
- Italia: Stadio Flaminio, Roma

## Clasificación final
| Lugar | Selección  | Partidos | Partidos | Partidos  | Partidos | Puntos  | Puntos    | Puntos | Puntos  | Tabla de puntos |
| Lugar | Selección  | Jugados  | Ganados  | Empatados | Perdidos | A favor | En contra | dif.   | ensayos | Tabla de puntos |
| ----- | ---------- | -------- | -------- | --------- | -------- | ------- | --------- | ------ | ------- | --------------- |
| 1     | Francia    | 5        | 5        | 0         | 0        | 144     | 60        | +84    | 14      | 10              |
| 2     | Irlanda    | 5        | 4        | 0         | 1        | 128     | 82        | +46    | 17      | 8               |
| 3     | Inglaterra | 5        | 3        | 0         | 2        | 150     | 86        | +64    | 17      | 6               |
| 4     | Gales      | 5        | 2        | 0         | 3        | 125     | 116       | +9     | 14      | 4               |
| 5     | Italia     | 5        | 1        | 0         | 4        | 42      | 152       | -110   | 2       | 2               |
| 6     | Escocia    | 5        | 0        | 0         | 5        | 53      | 146       | -93    | 4       | 0               |

### Primera fecha
| 14 de febrero | Francia | 35 - 17 | Irlanda | Stade de France, París |  |

| 14 de febrero | Gales | 23 - 10 | Escocia | Millennium Stadium, Cardiff |  |

| 14 de febrero | Italia | 9 - 50 | Inglaterra | Stadio Flaminio, Roma |  |

### Segunda fecha
| 21 de febrero | Francia | 25 - 0 | Italia | Stade de France, París |  |

| 21 de febrero | Escocia | 13 - 35 | Inglaterra | Murrayfield Stadium, Edimburgo |  |

| 22 de febrero | Irlanda | 36 - 15 | Gales | Lansdowne Road, Dublín |  |

### Tercera fecha
| 6 de marzo | Italia | 20 - 14 | Escocia | Stadio Flaminio, Roma |  |

| 6 de marzo | Inglaterra | 13 - 19 | Irlanda | Twickenham, Londres |  |

| 7 de marzo | Gales | 22 - 29 | Francia | Millennium Stadium, Cardiff |  |

### Cuarta fecha
| 20 de marzo | Irlanda | 19 - 3 | Italia | Lansdowne Road, Dublín |  |

| 20 de marzo | Inglaterra | 31 - 21 | Gales | Twickenham, Londres |  |

| 21 de marzo | Escocia | 0 - 31 | Francia | Murrayfield Stadium, Edimburgo |  |

### Quinta fecha
| 27 de marzo | Gales | 44 - 10 | Italia | Millennium Stadium, Cardiff |  |

| 27 de marzo | Irlanda | 37 - 16 | Escocia | Lansdowne Road, Dublín |  |

| 27 de marzo | Francia | 24 - 21 | Inglaterra | Stade de France, París |  |

## Premios especiales
- Grand Slam:  Francia
- Triple Corona:  Irlanda
- Copa Calcuta:  Inglaterra
- Millennium Trophy:  Irlanda
- Centenary Quaich:  Irlanda